# Lance Mackey

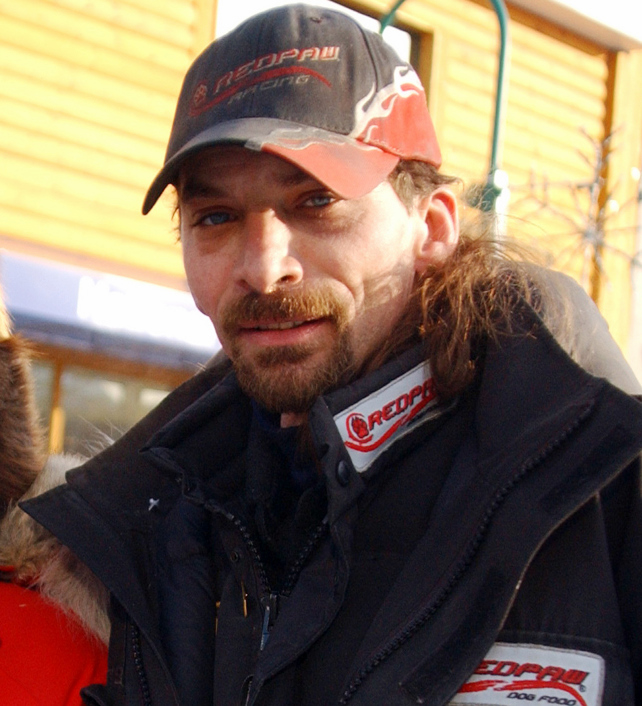
Lance Mackey am Iditarod 2009

Lance Mackey (* 2. Juni 1970 in Anchorage, Alaska; † 7. September 2022) war ein amerikanischer Hundeschlittensportler.

## Karriere
Er war Mehrfachgewinner der beiden bedeutendsten und härtesten Rennen in dieser Sportart – des Iditarod und des Yukon Quest – und der einzige Musher, der beide 1000-Meilen-Rennen im selben Jahr gewann (2007); diese Leistung konnte er im Jahr 2008 wiederholen. Er war gleichfalls der einzige Musher, der beide Rennen viermal in Folge gewann, den Yukon Quest von 2005 bis 2008 und das Iditarod von 2007 bis 2010. Im Jahr 2010 war er – nach Martin Buser im Jahr 2002 – der zweite Teilnehmer, der das Iditarod in weniger als neun Tagen beendete, nämlich in acht Tagen, 23 Stunden, 59 Minuten und 9 Sekunden.
Lance Mackey war der Sohn von Dick Mackey, einem der Gründer des Iditarod-Rennens, und der Halbbruder von Rick Mackey. Alle drei gewannen ihr erstes Iditarod bei ihrer jeweils sechsten Teilnahme und mit der Startnummer 13: Dick 1978, Rick 1983 und Lance 2007.

## Privates
Mackey war verheiratet und hatte vier Kinder. Er wohnte in Fairbanks, Alaska, wo er einen Schlittenhundekennel betrieb.
Bei Mackey wurde mehrfach Krebs diagnostiziert. Seine größten Erfolge feierte er nach seiner ersten Erkrankung und dem darauffolgenden Comeback. Im August 2021 wurde bei ihm eine erneute Krebserkrankung festgestellt, die letztlich zu seinem Tod am Spätabend des 7. September 2022 führte.